# Id Tech

Az id Tech 2-val készült játékok.

Az id Tech az id Software által fejlesztett videójáték-motor-sorozat, amelyben összesen eddig öt motor szerepel és mindegyiket John Carmack, az id vezető programozója fejlesztett ki.

## Elődök
Az id Software már a Doom megjelenése előtt is fejlesztett 3D-s motort. Mindegyik motorban fokozatosan javult a 3D-s technológia.
- Hovertank 3D (1991)
- Catacomb 3-D (1991)
- Wolfenstein 3D (1992)
- Shadowcaster (1993)

## id Tech 1
Az id Tech 1 3D-s grafikája a bináris térfelosztáson alapul.

## id Tech 2
Korábban Quake II motornak hívták.

## id Tech 3
Előző neve a Quake III motor volt és az id Tech 2-ból származik, habár a kód jó részét újra írták.

## id Tech 4
Korábban Doom 3 motornak hívták és az id Tech 3-n alapul. C++-szal írták és MI szerkezetet, fizikai motort, játékmenet rendszert és hang szerkezetet kapott.

## id Tech 5
A Doom 3 motorján alapszik, de sok újításon ment át, megőrizve az Enemy Territory: Quake Wars motor sajátosságait, mint például a MegaTexture-t.

## id Tech 6
Az id Tech 6 egy megjelenés előtt álló OpenGL-alapú motor, amely valószínűleg az id Tech 5-ot használó motor folytatásainak lesz az alapja.

## Külső hivatkozások
- id Software hivatalos oldala (angolul)
- Technológia licenc (angolul)